# Почети изнова
Почети изнова (шп. Volver a empezar) је шпански филм из 1982. године који је режирао и за који је писао сценарио Хосе Луис Гарси.
Главне улоге у филму тумаче Антонио Ферандис и Енкарна Пасо, а радња прати причу о Шпанцу који се враћа у домовину након много година изнанства, када добија Нобелову награду за књижевност.
Филм је 1983. године освојио Оскар за најбољи међународни филм и први је шпански филм који је добио ту награду.

## Радња
Године 1981. познати писац Антонио Албахара којег тумачи Антонио Ферандис стуже у Хихон, где је управо добио Нобелову награду за књижевност. Већ четрдесет година, Албахара је професор средњовековне књижевности на Калифорнијском универзитету у Берклију.
Своје предавање је смењивао са књижевном продукцијом која му је донела светску славу. У Хихону, Антонио се поново уједињује са Еленом, својом првом и великом љубави, пре него што је био приморан да оде у изгнанство у Грађанском рату 1937. Међутим, ова посета није коначна јер писца погађа озбиљна и смртоносна болест.

## Улоге
- Антонио Ферандис - Антонио Албахара
- Енкарна Пасо - Елена
- Агустин Гонзалес - Гервасио Лосада
- Хосе Бодало - Роксу
- Марта Фернандез Муро - Каролина
- Пабло Хојојс - Ернесто

## Награде и признања
- Награда екуменског жирија на филмском фестивалу у Монтреалу (1982)
- Оскар за најбољи међународни филм (1983)